# Hold Heart
Hold Heart (HOLD HEART) è il terzo singolo della cantautrice giapponese Nana Kitade, pubblicato il 22 luglio 2004. Debuttò alla posizione numero 95 dell'Oricon.

## Tracce
1. HOLD HEART
2. blue butterfly